# Tu viện Erdene Zuu
Tu viện Erdene Zuu (tiếng Mông Cổ: Эрдэнэ Зуу хийд, tiếng Hán:光顯寺, tiếng Tây Tạng:ལྷུན་གྲུབ་བདེ་ཆེན་གླིང་) có lẽ là tu viện Phật giáo xưa nhất còn tồn tại ở Mông Cổ. Nằm ở tỉnh Öörkhangai, cách trung tâm của Kharkhorin  khoảng 2 km về phía đông bắc và tiếp giáp với thành phố cổ Karakorum, nó là một phần của Di sản thế giới Cảnh quan Thung lũng Orkhon. Tu viện này thuộc giáo phái Gelug của Phật giáo Tây Tạng.

## Lịch sử
Abtai Sain Khan, người cai trị Mông Cổ Khalkha và là ông nội của Zanabazar, Jebtsundamba Khutuktu đầu tiên, đã ra lệnh xây dựng tu viện Erdene Zuu vào năm 1585 sau cuộc gặp gỡ với Đức Đạt Lai Lạt Ma thứ 3 và tuyên bố Phật giáo Tây Tạng là quốc giáo của Mông Cổ. Đá từ tàn tích gần đó của thủ đô Karakorum của Mông Cổ cổ đại đã được sử dụng để xây dựng nó. Các nhà hoạch định đã cố gắng tạo ra một bức tường xung quanh giống như một chuỗi tràng hạt của Phật giáo Tây Tạng gồm 108 bảo tháp (108 là một con số thiêng liêng trong Phật giáo), nhưng mục tiêu này có lẽ chưa bao giờ đạt được. Tường đền của tu viện được sơn, và mái nhà kiểu Trung Quốc được lợp bằng ngói xanh.
Tu viện bị hư hại vào năm 1688 trong một trong nhiều cuộc chiến giữa Mông Cổ Dzungars và Khalkha. Người dân địa phương đã tháo dỡ các công sự bằng gỗ của tu viện bị bỏ hoang. Nó được xây dựng lại vào thế kỷ 18 và đến năm 1872 có đầy đủ 62 ngôi đền và có tới 1000 nhà sư.

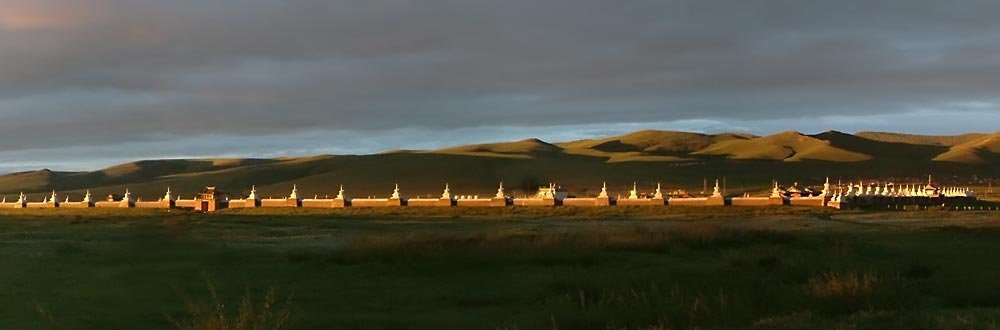
Tu viện Erdene Zuu

Năm 1939, nhà lãnh đạo Cộng sản Khorloogiin Choibalsan đã ra lệnh phá hủy tu viện, như một phần của một cuộc thanh trừng đã xóa sổ hàng trăm tu viện ở Mông Cổ và giết chết hơn mười nghìn tu sĩ. Ba ngôi đền nhỏ và bức tường bên ngoài với các bảo tháp đã sống sót sau cuộc tấn công ban đầu và đến năm 1944 Joseph Stalin gây áp lực cho Choibalsan để duy trì tu viện (cùng với Tu viện Gandantegchinlen ở Ulaanbaatar) để chứng minh cho khách quốc tế, như Phó Tổng thống Hoa Kỳ Henry Wallace, rằng chế độ cộng sản cho phép tự do tôn giáo. Năm 1947, các ngôi đền đã được chuyển đổi thành bảo tàng và trong suốt bốn thập kỷ sau đó Tu viện Gandantegchinlen Khiid trở thành tu viện duy nhất hoạt động của Mông Cổ.
Sau khi chủ nghĩa Cộng sản sụp đổ ở Mông Cổ năm 1990, tu viện được chuyển cho các Lạt ma và Erdene Zuu lại trở thành nơi thờ cúng. Ngày nay Erdene Zuu vẫn là một tu viện Phật giáo đang hoạt động cũng như một bảo tàng mở cửa cho khách du lịch.
Trên một ngọn đồi bên ngoài tu viện có một phallus bằng đá gọi là Đá Kharkov. Phallus được cho là để kiềm chế các xung động tình dục của các nhà sư và đảm bảo hành vi tốt của họ.

## Hình ảnh

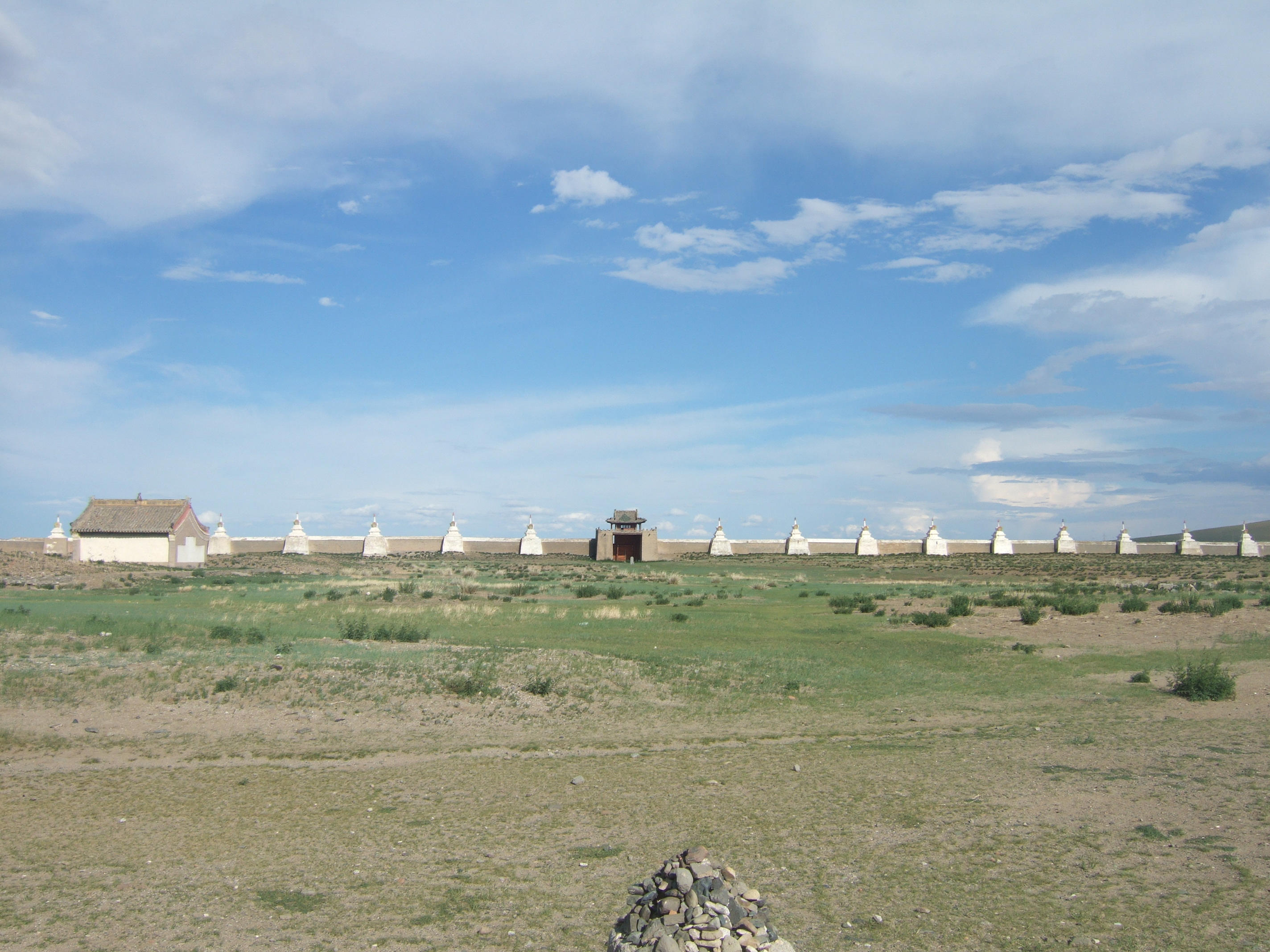
Cảnh của bức tường bên ngoài
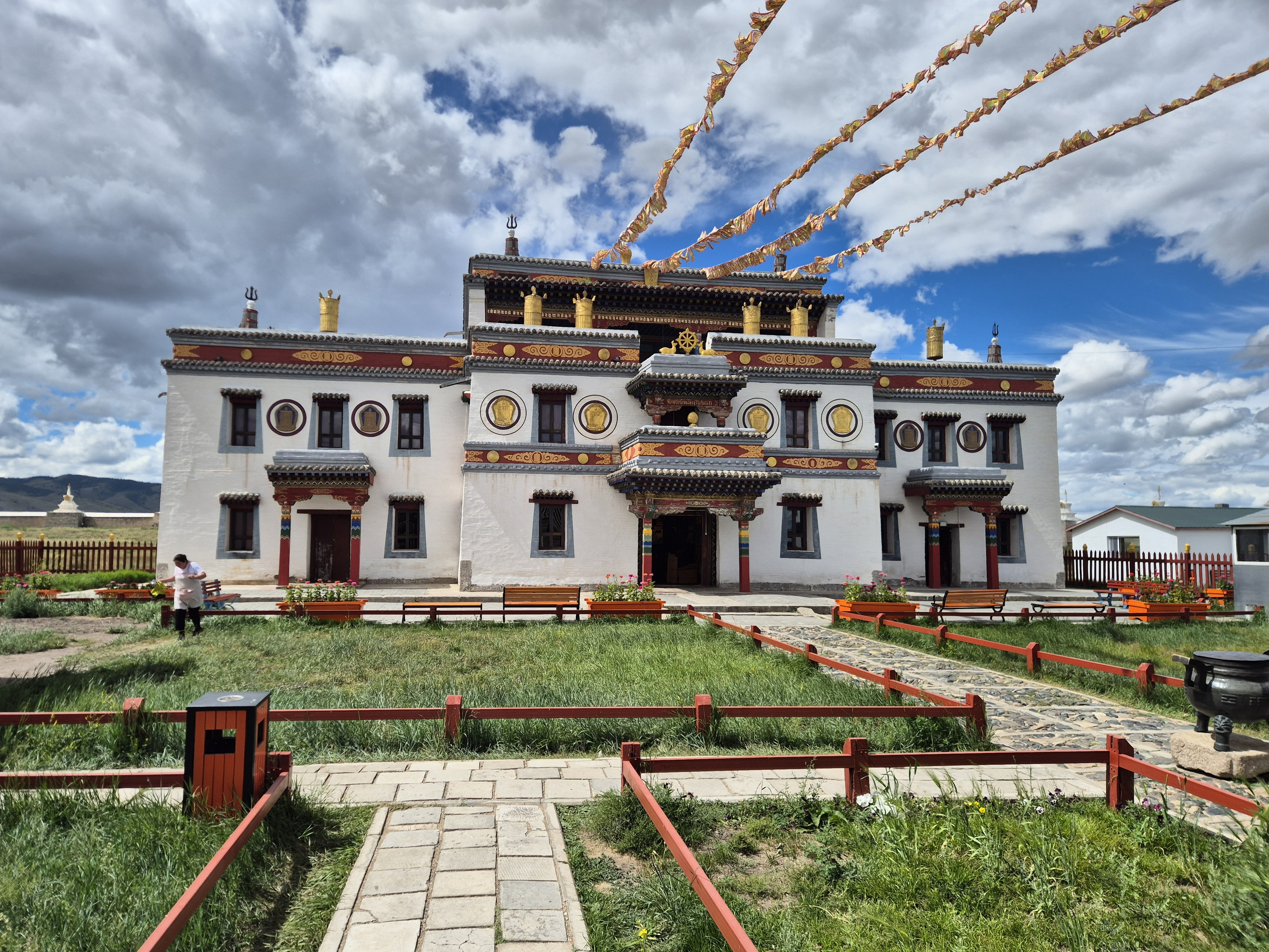
Đền Laviran tại tu viện Erdene Zuu.
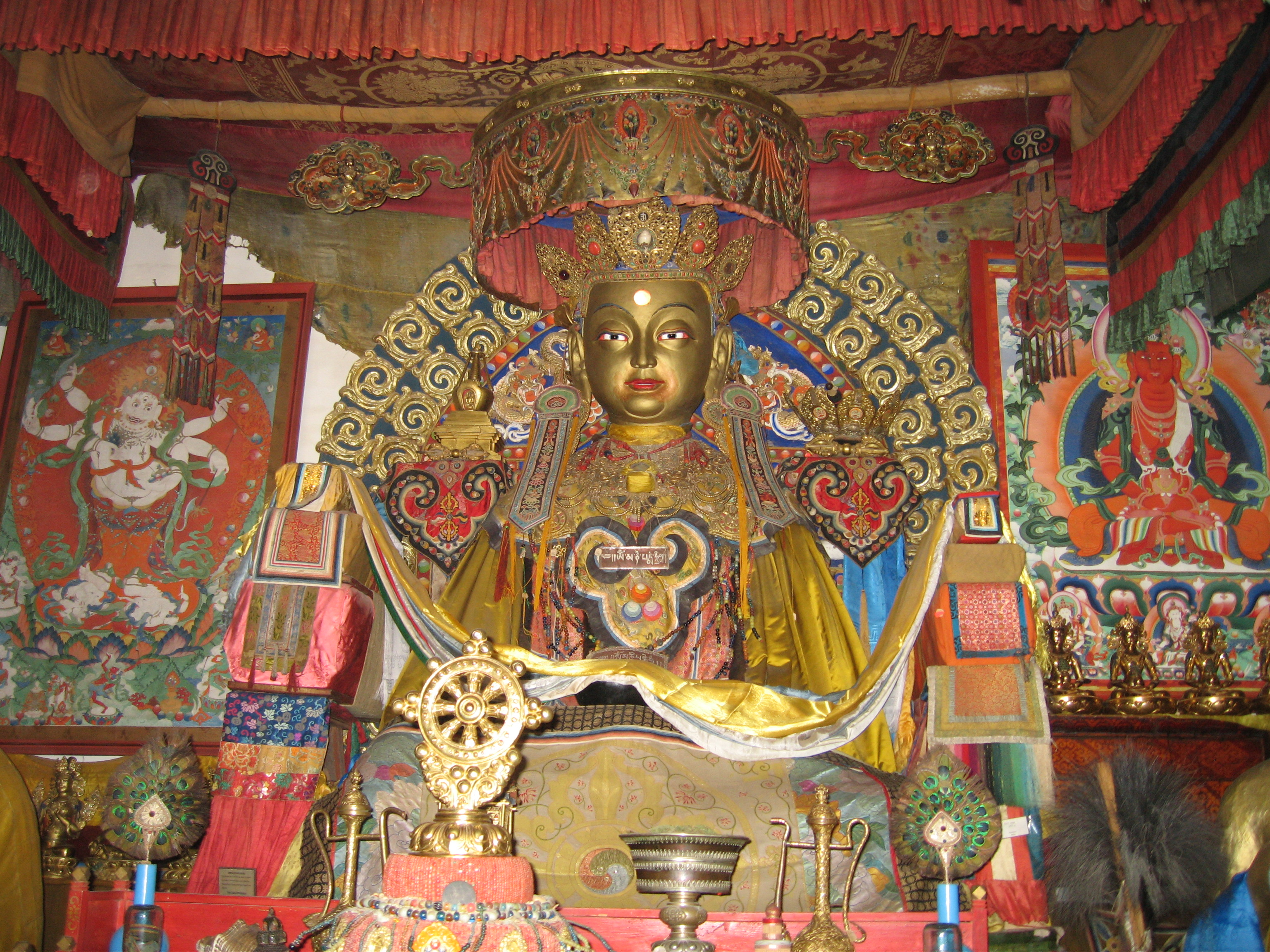
Tượng Phật tại tu viện
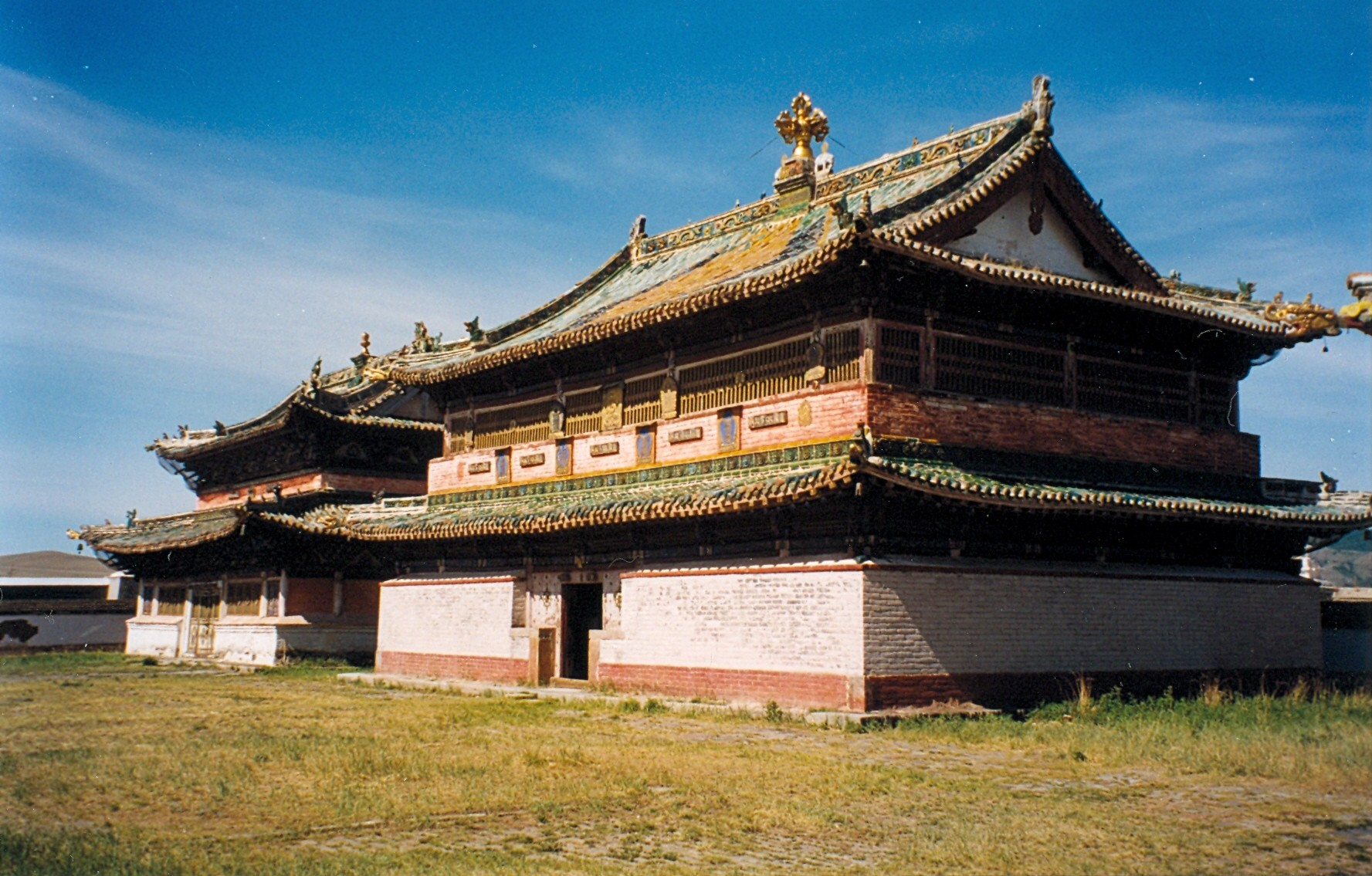
Đền tại tu viện Erdene Zuu.
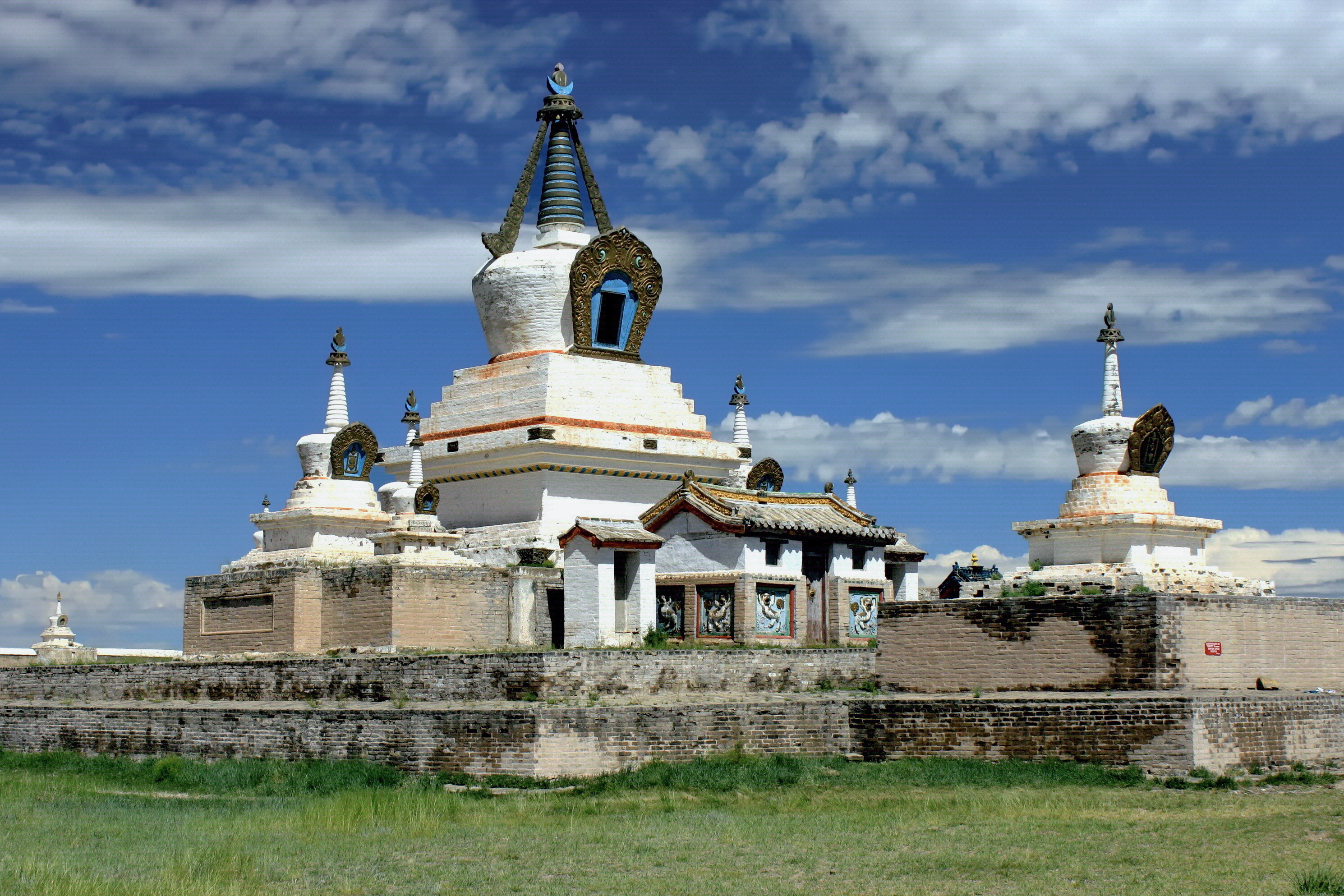
Bảo tháp vàng kim tại Erdene Zuu
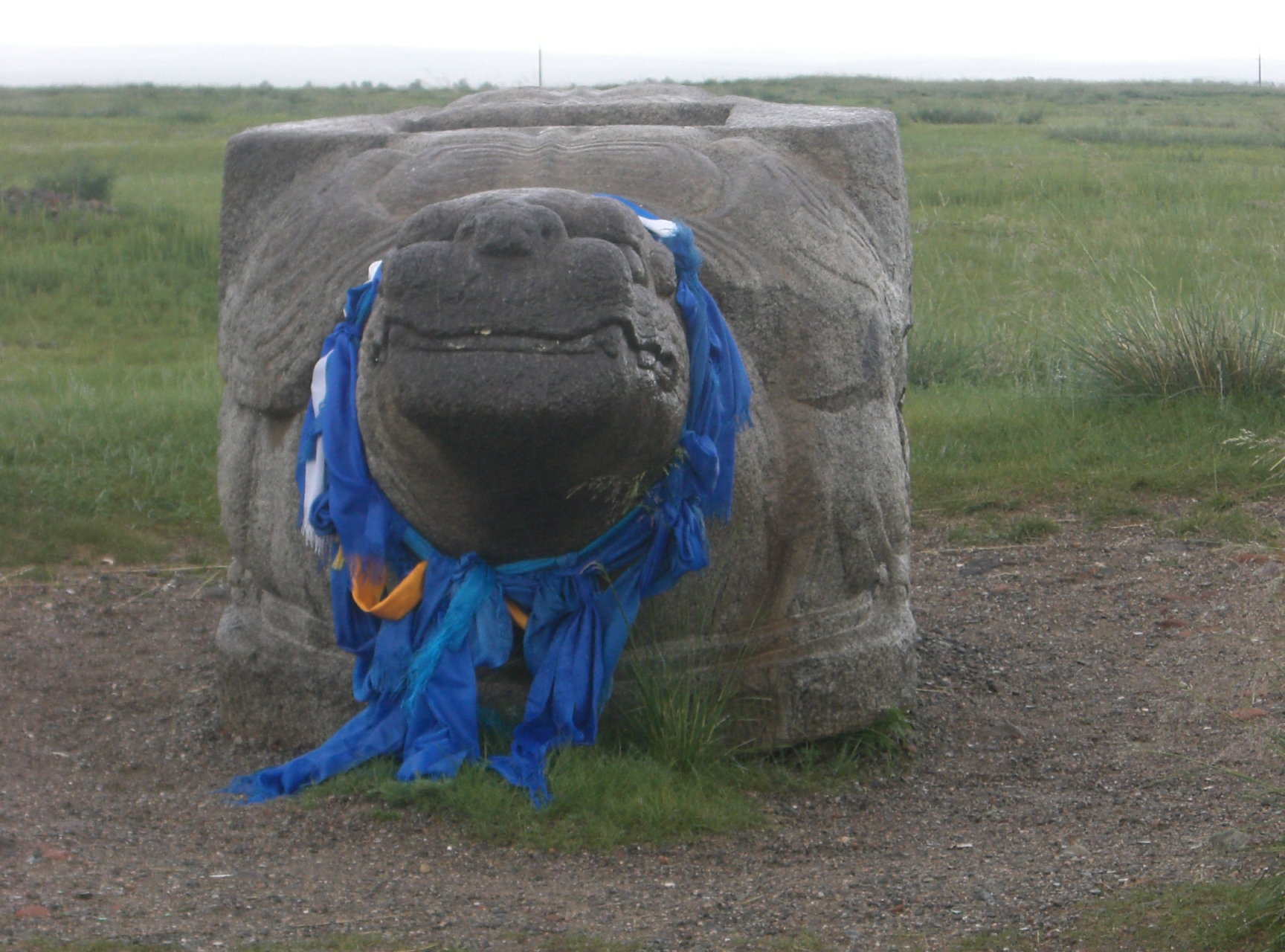
Rùa đá gần tu viện Erdene Zuu
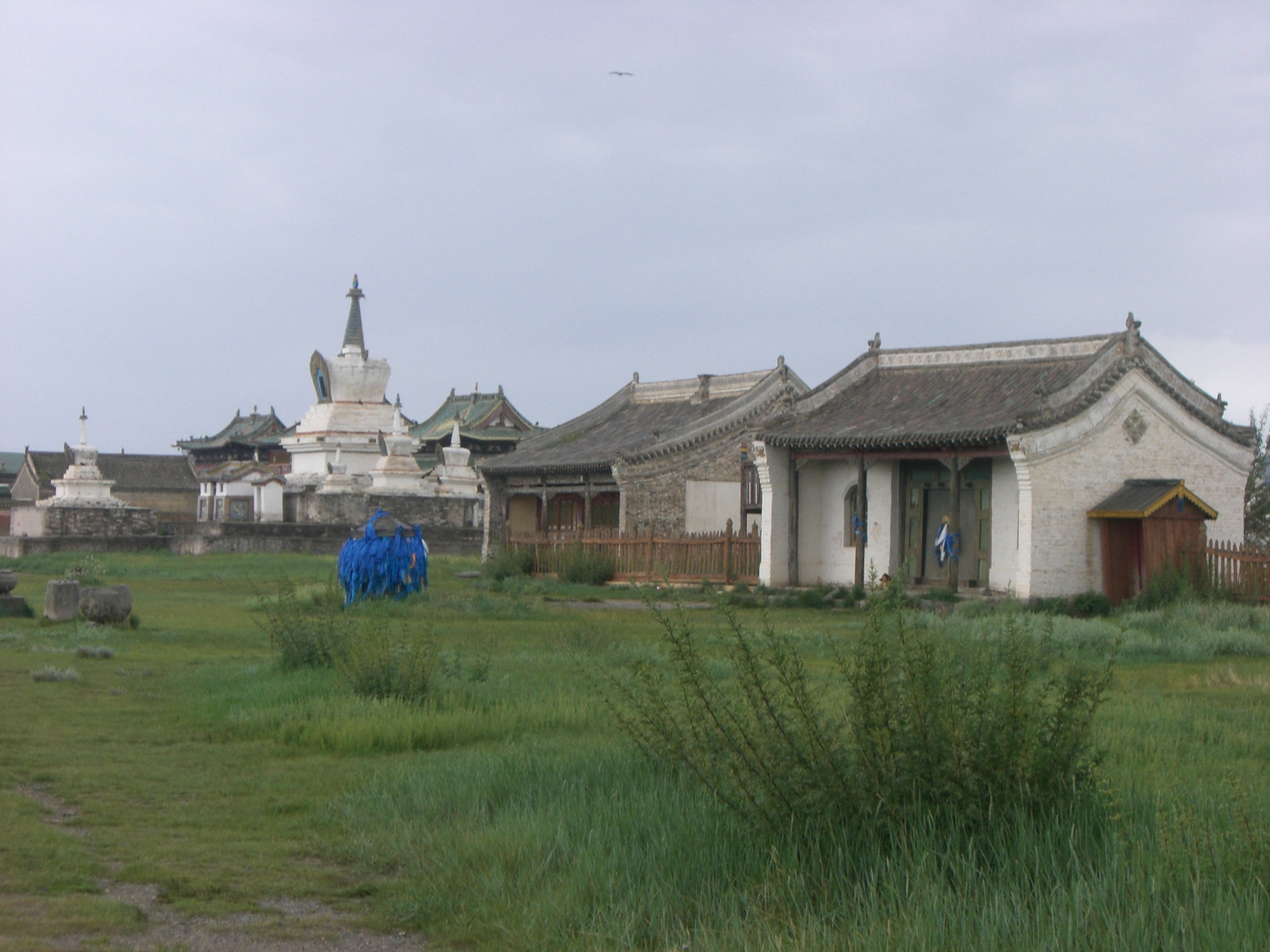
Đền tại tu viện
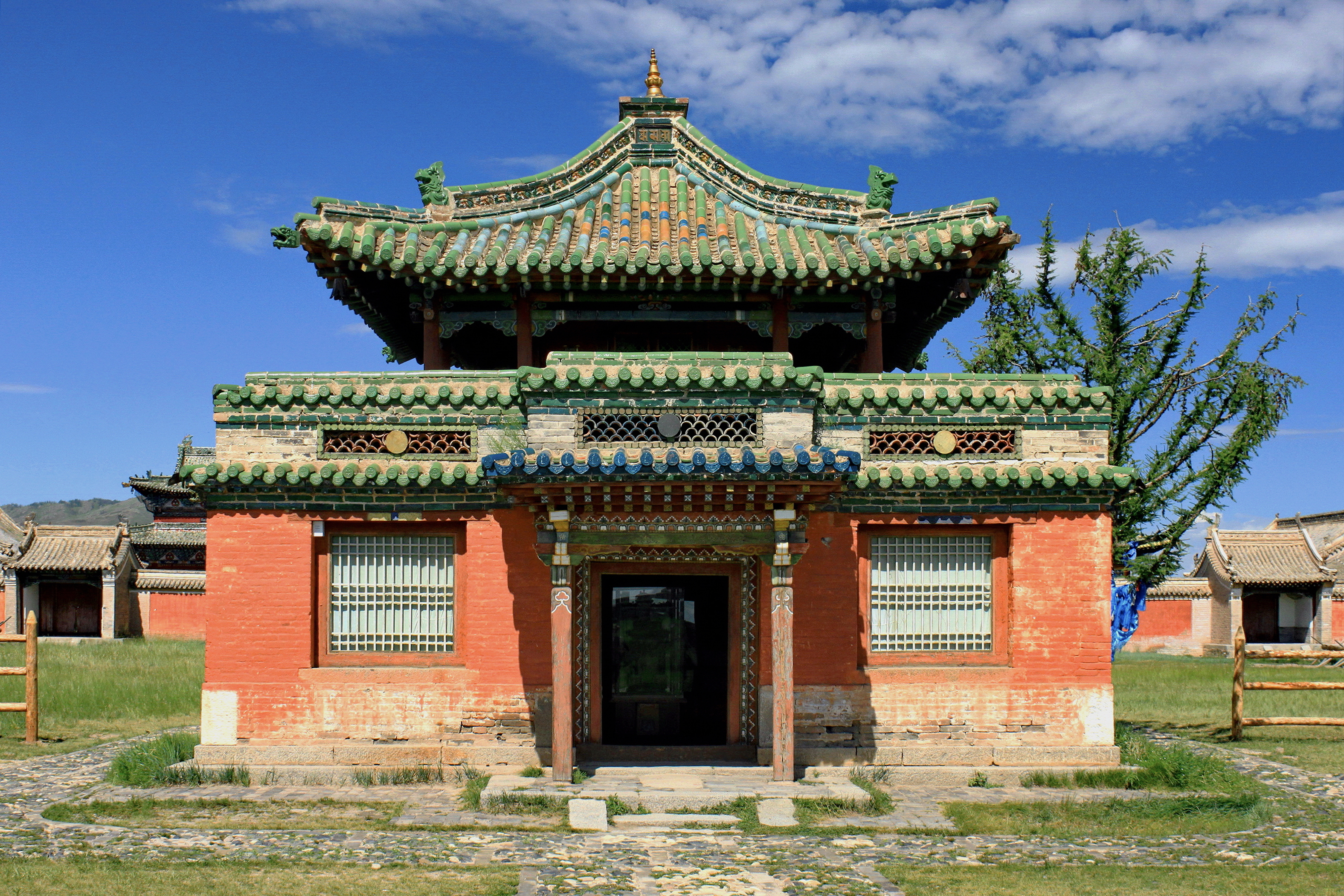
Đền Dalai Lama
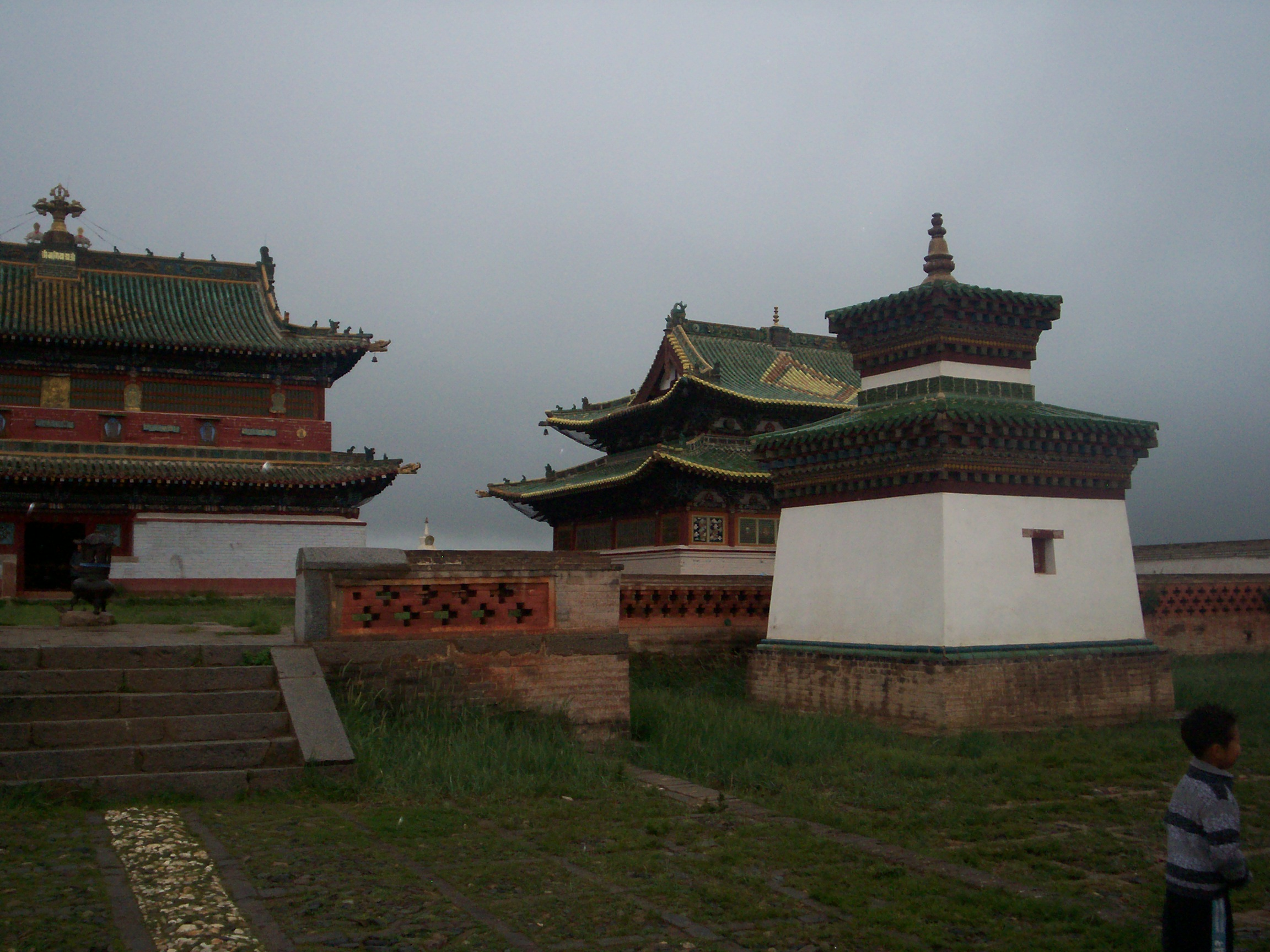
Các tòa nhà Erdene Zuu
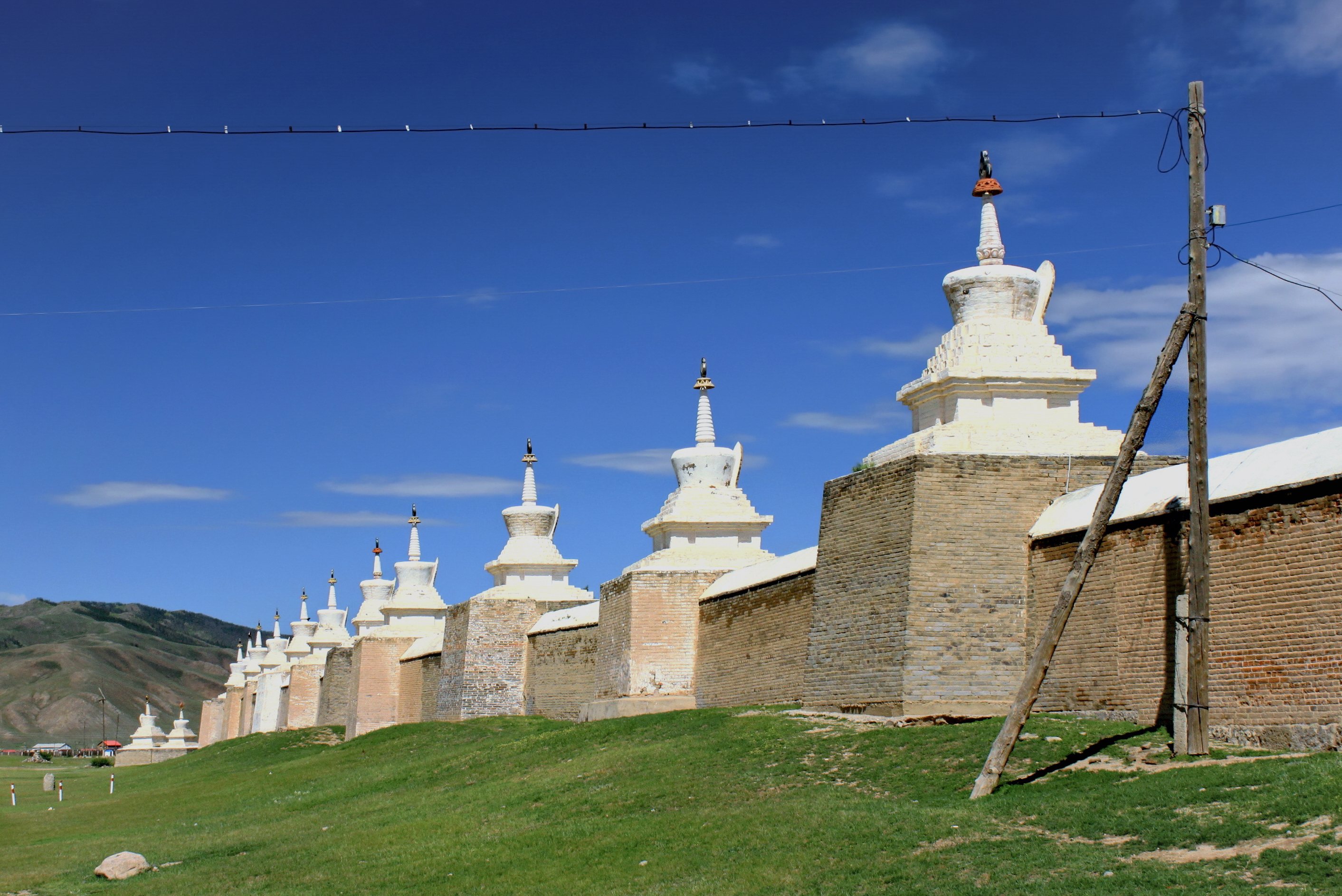
Các bảo tháp
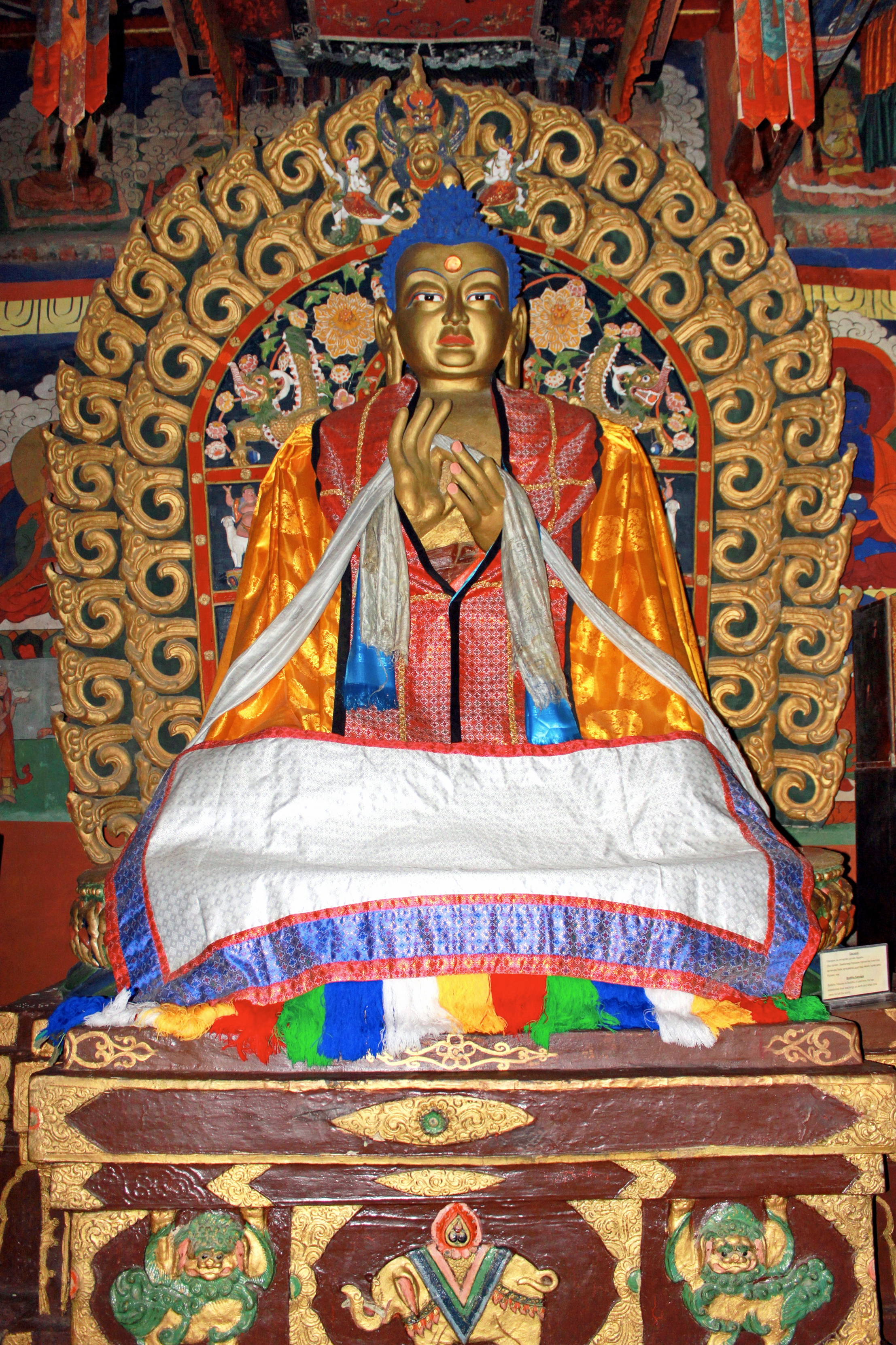
Sanjaa (Buddha Dīpankara) bên trong Western Temple
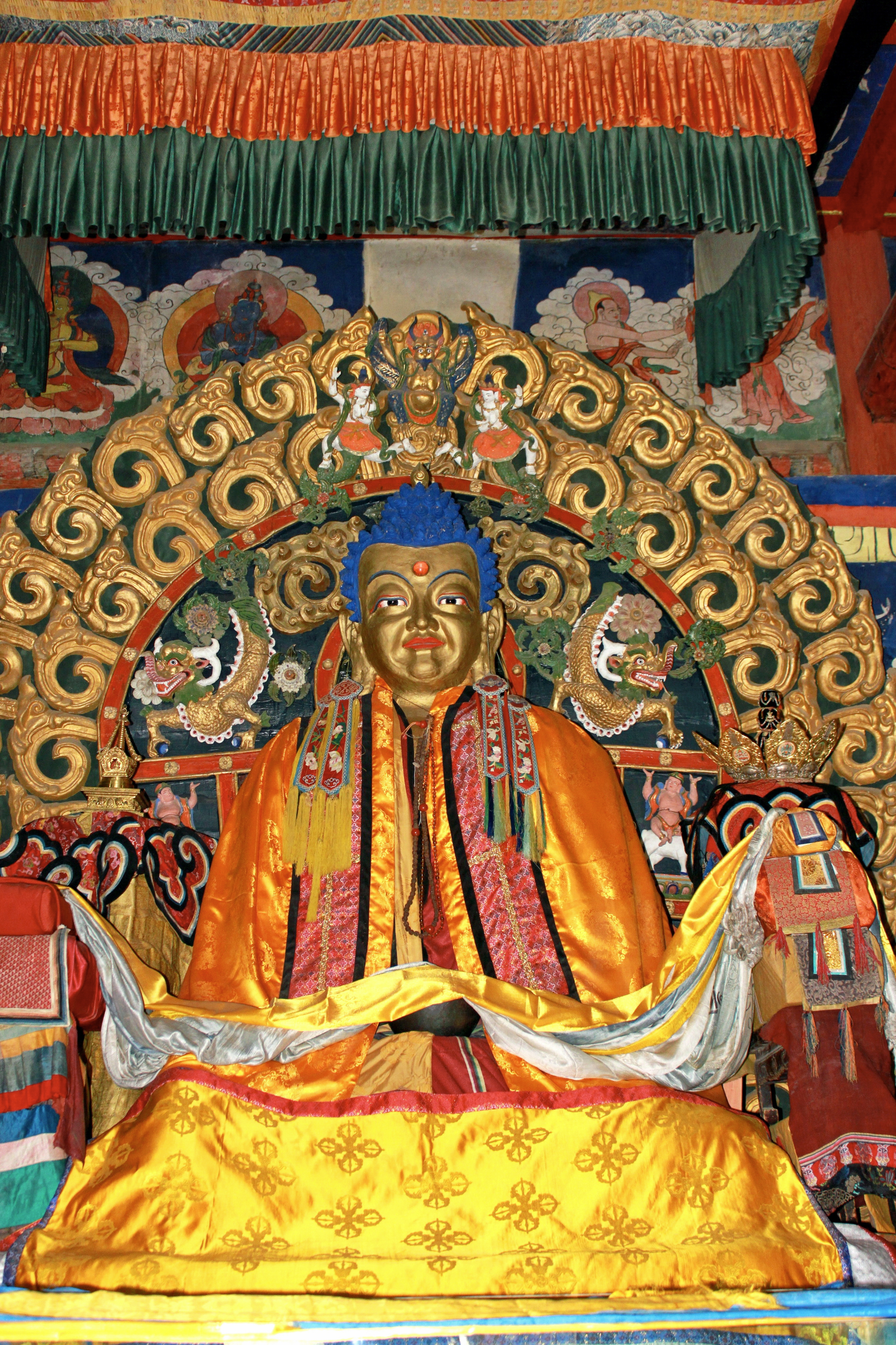
Buddha Sakyamuni bên trong Western Temple
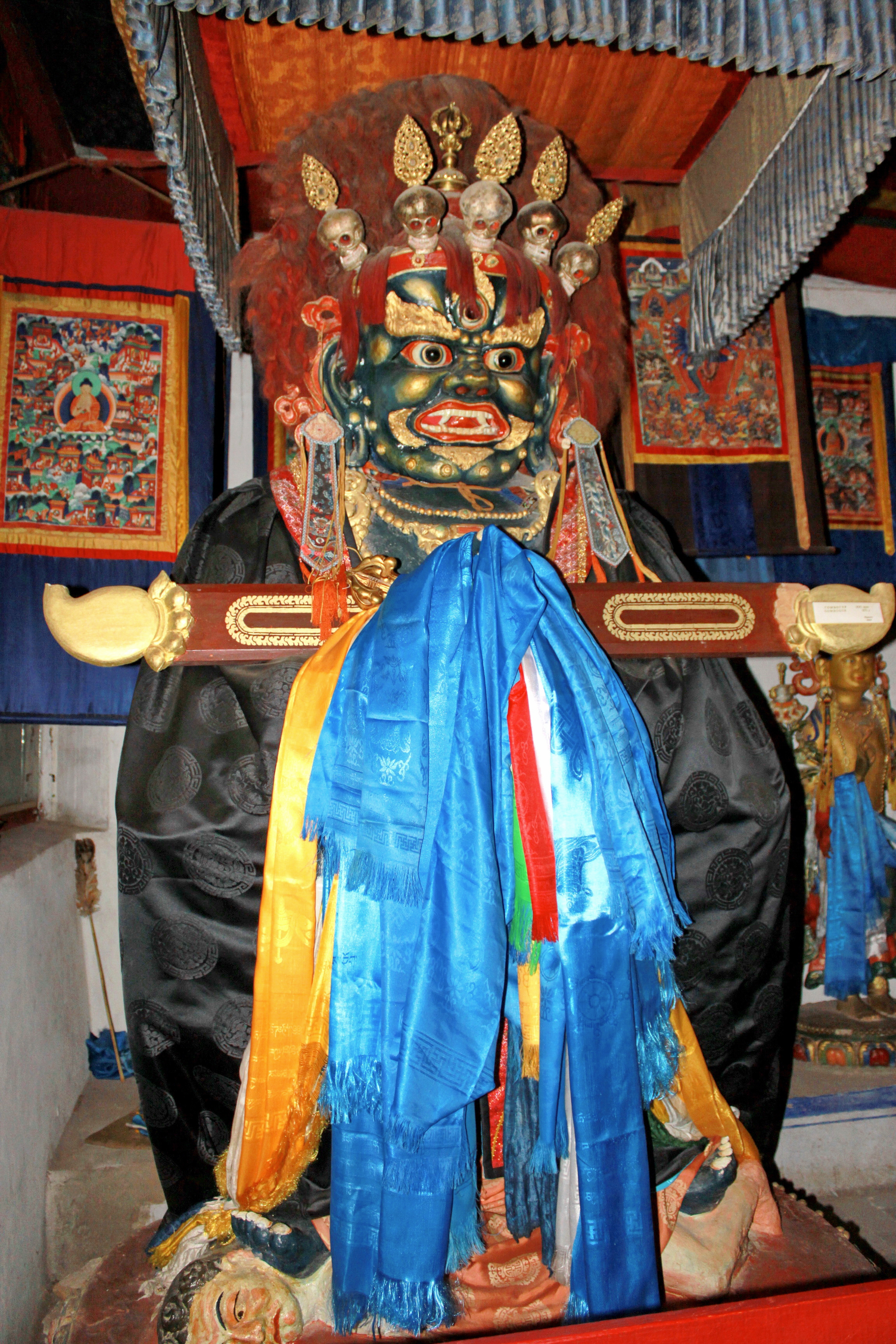
Sita Mahakala (Gonggor) bên trong Main Temple
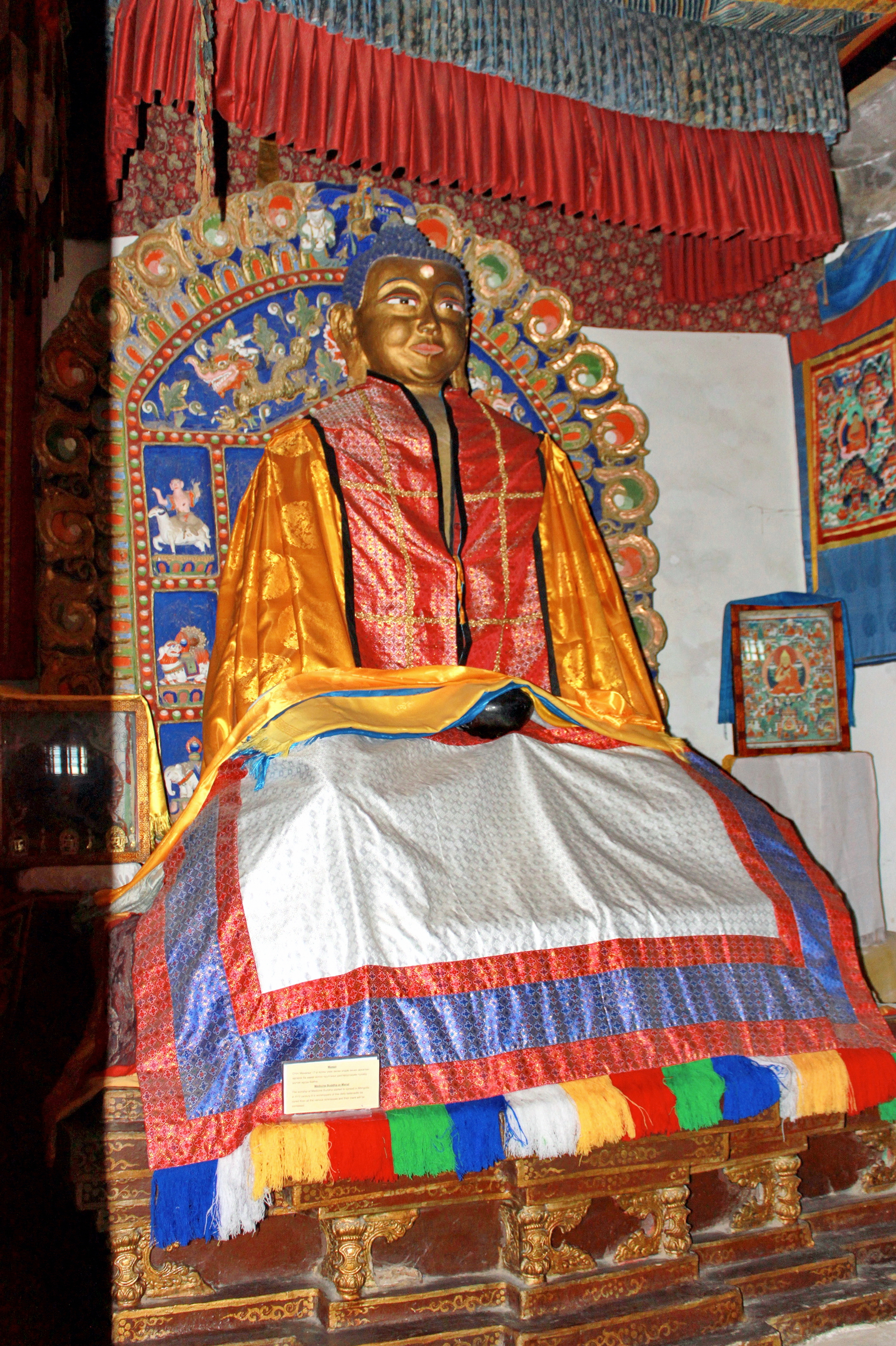
Buddha thời thiếu niên bên trong Eastern Temple
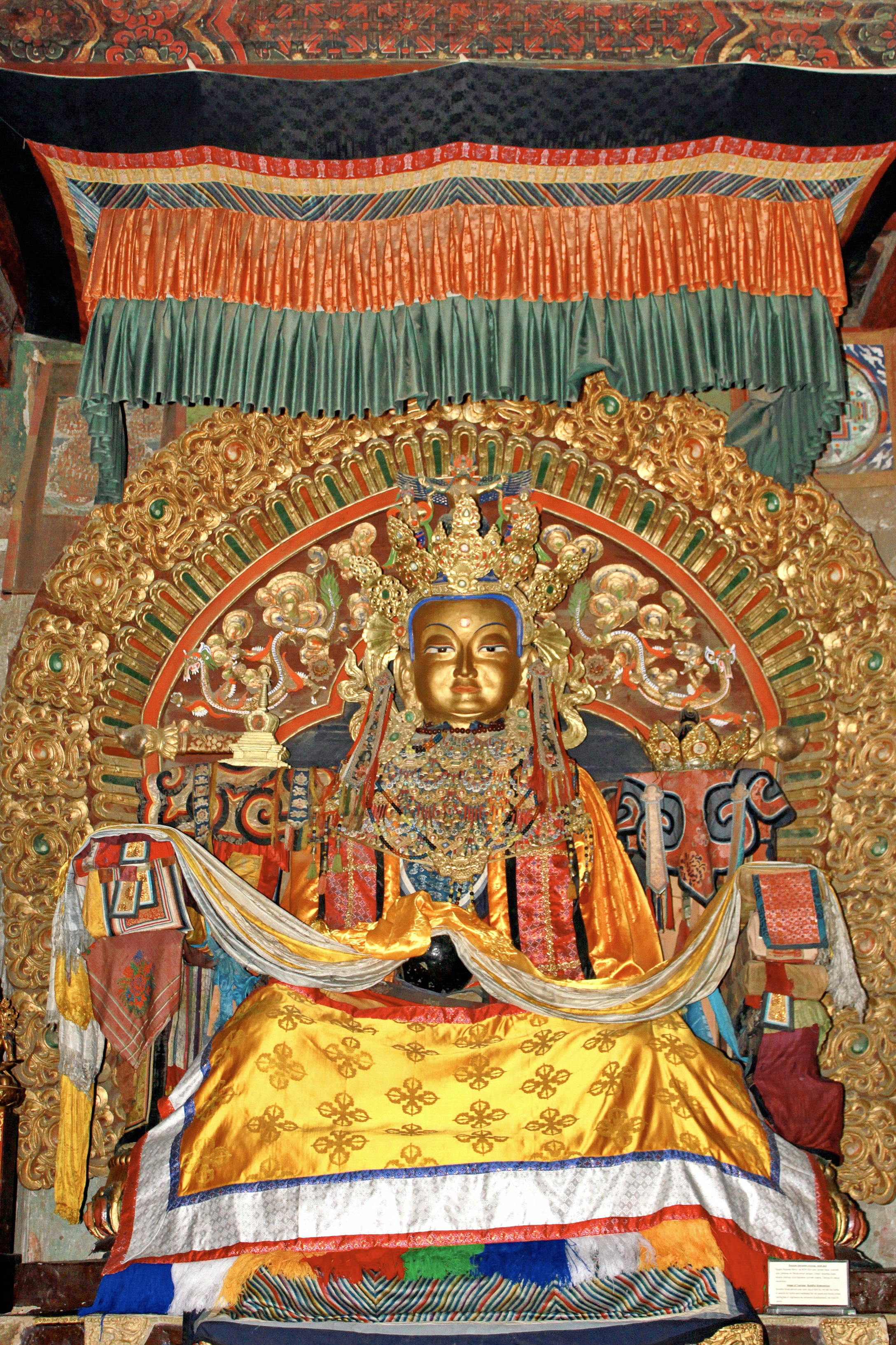
Buddha thời thiếu niên bên trong Eastern Temple
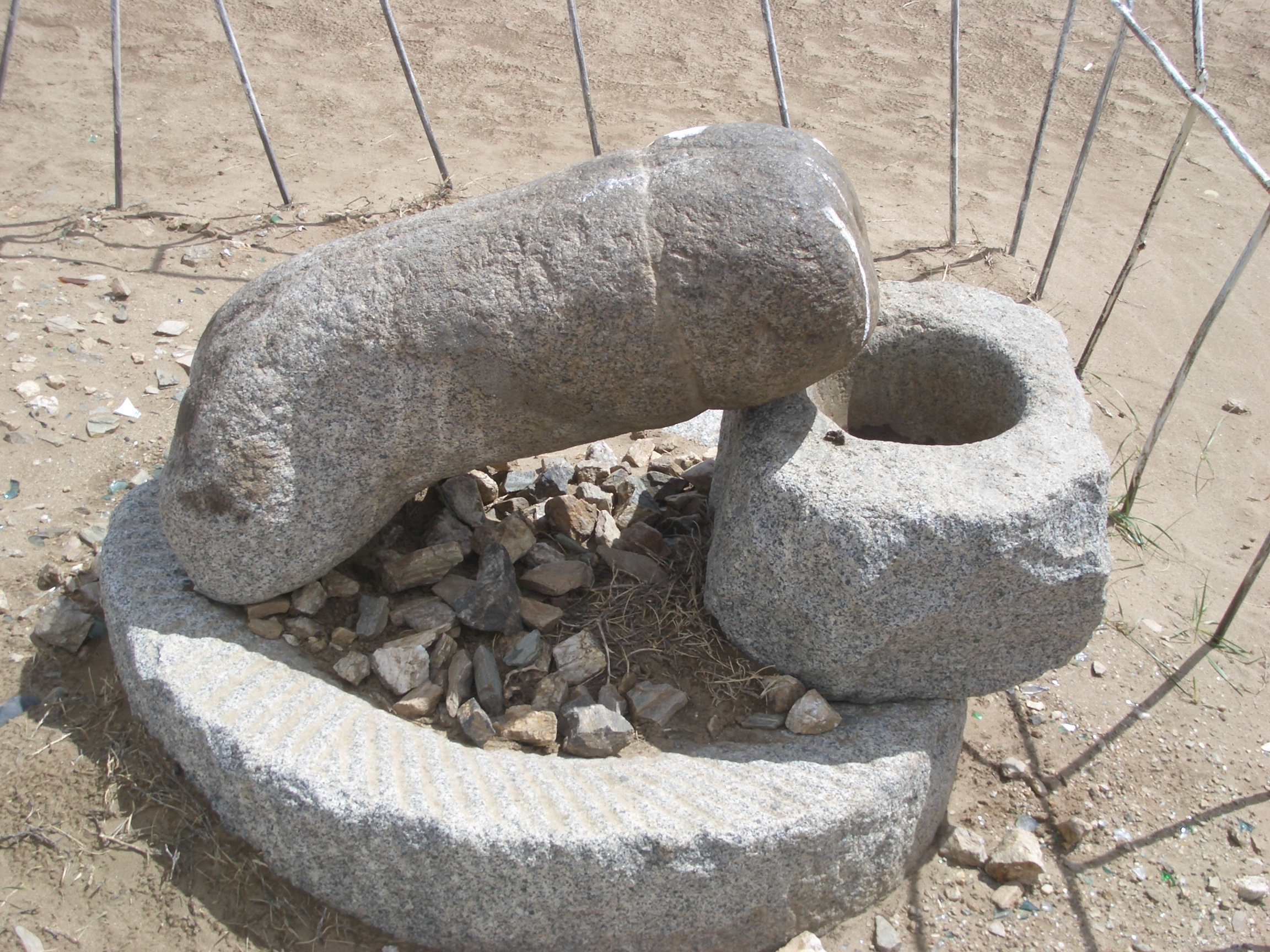
Đá dương vật
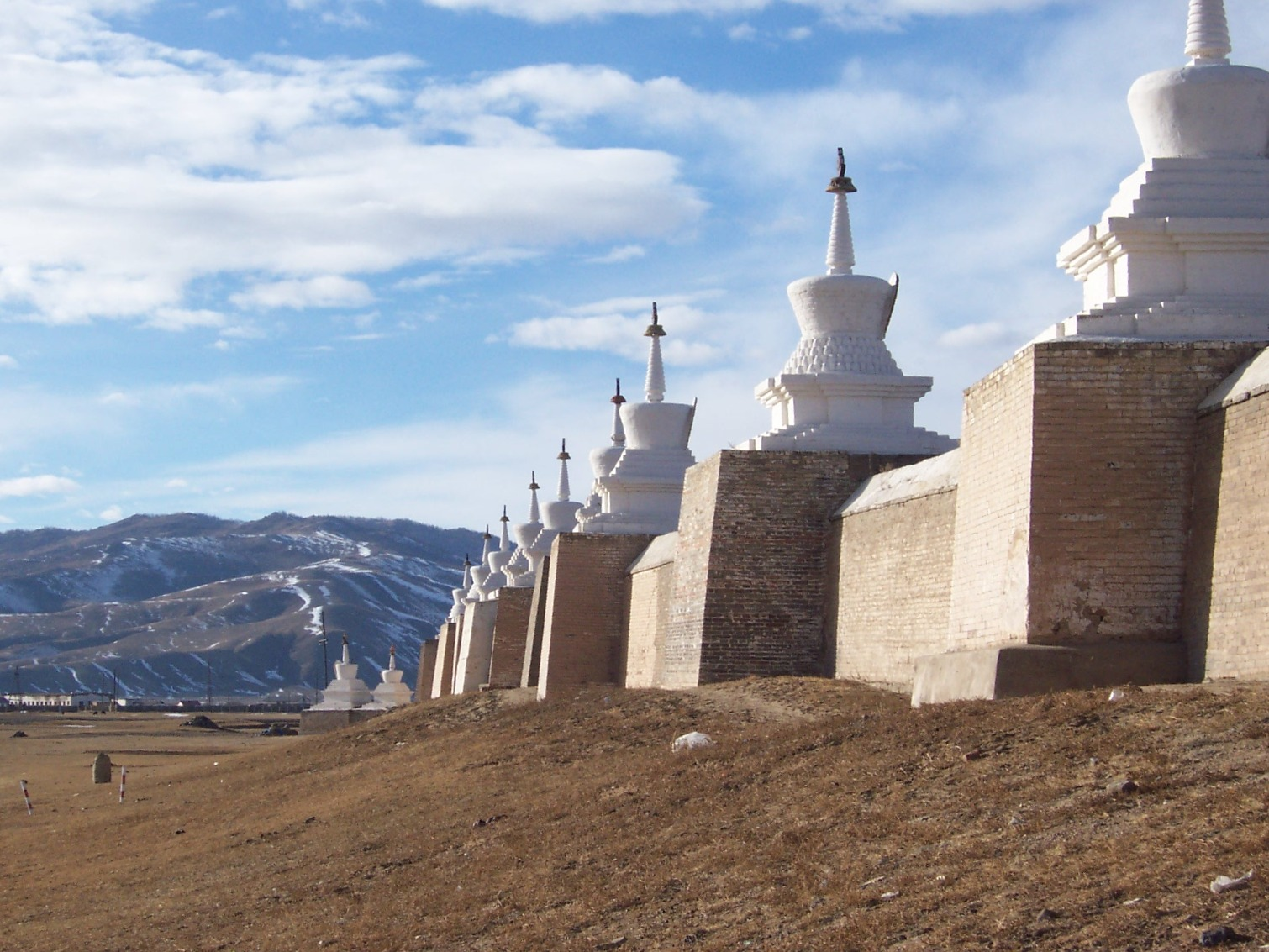
Tu viện
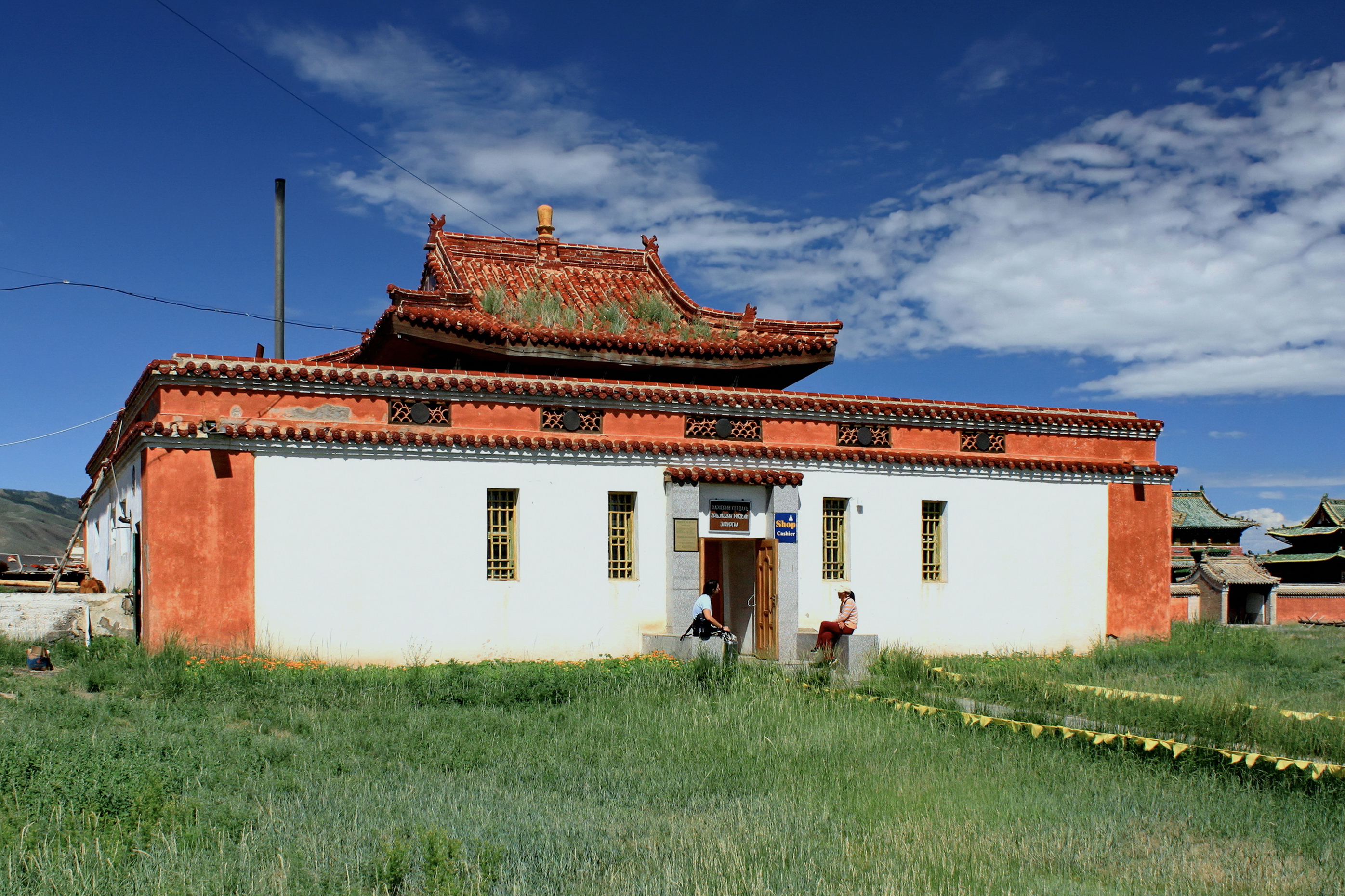
Tiệm bán đồ lưu niệm và bảo tàng
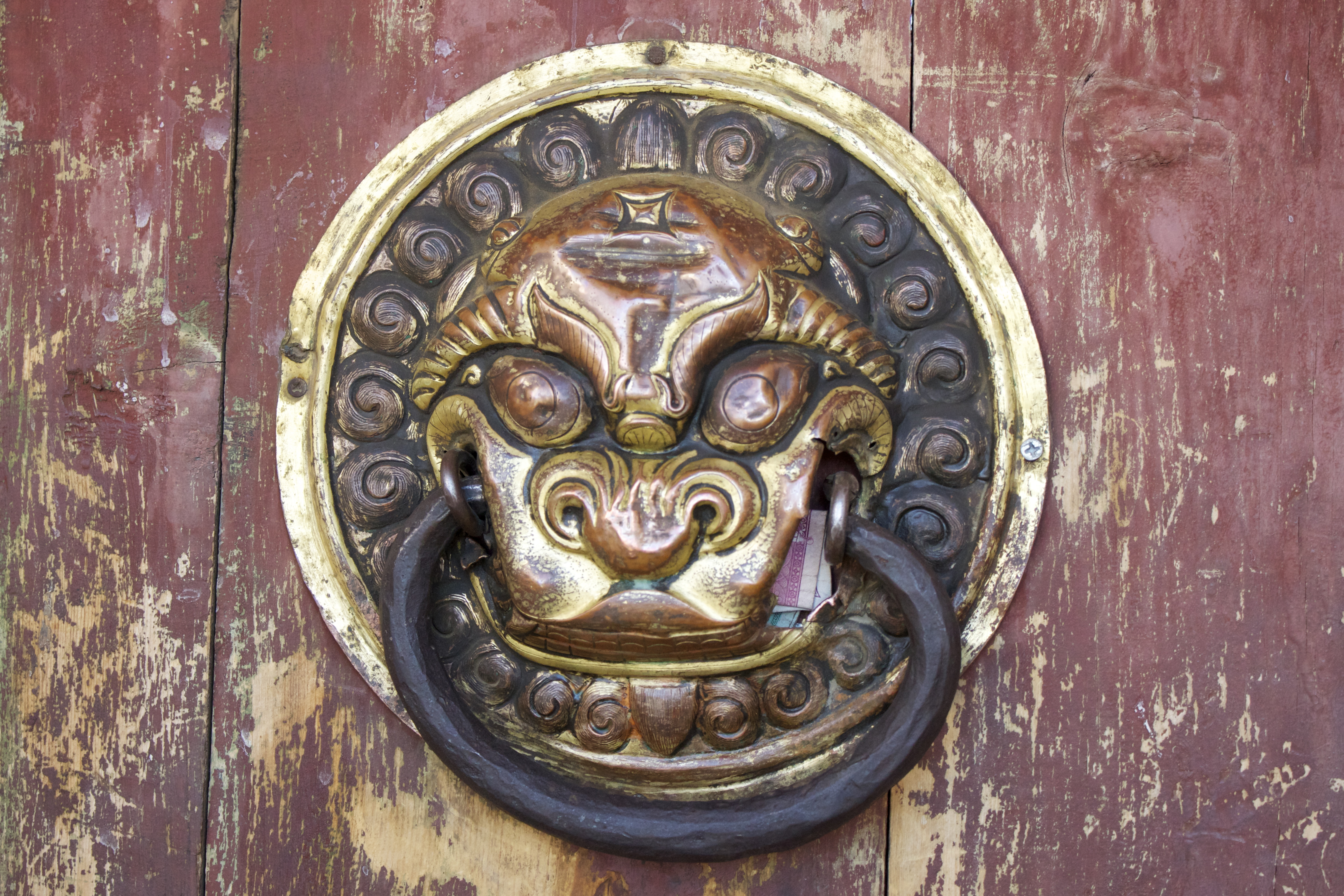
Erdene Zuu